# Pommiers-Moulons
Pommiers-Moulons ist eine südwestfranzösische Gemeinde mit 212 Einwohnern (Stand: 1. Januar 2022) im Département Charente-Maritime in der Region Nouvelle-Aquitaine (vor 2016 Poitou-Charentes). Sie gehört zum Arrondissement Jonzac und zum Kanton Les Trois Monts. Die Einwohner werden Pommier-Moulonnais genannt.

## Lage
Pommiers-Moulons liegt im Süden der Saintonge etwa 60 Kilometer nordnordöstlich von Bordeaux. Umgeben wird Pommiers-Moulons von den Nachbargemeinden Chaunac und Vibrac im Norden, Messac im Nordosten, Mérignac im Osten, Sousmoulins im Osten und Südosten, Montendre im Süden und Südwesten sowie Expiremont im Westen.

## Geschichte
Zum 1. Januar 1974 wurden Pommiers und Moulons zusammengelegt.

## Bevölkerungsentwicklung
| Jahr                       | 1962 | 1968 | 1975 | 1982 | 1990 | 1999 | 2006 | 2019 |
| Einwohner                  | 174  | 160  | 226  | 203  | 182  | 174  | 186  | 213  |
| Quellen: Cassini und INSEE |      |      |      |      |      |      |      |      |

## Sehenswürdigkeiten
- Kirche Saint-Étienne in Moulons, seit 1973 Monument historique
- Kirche Saint-Saturnin in Pommiers

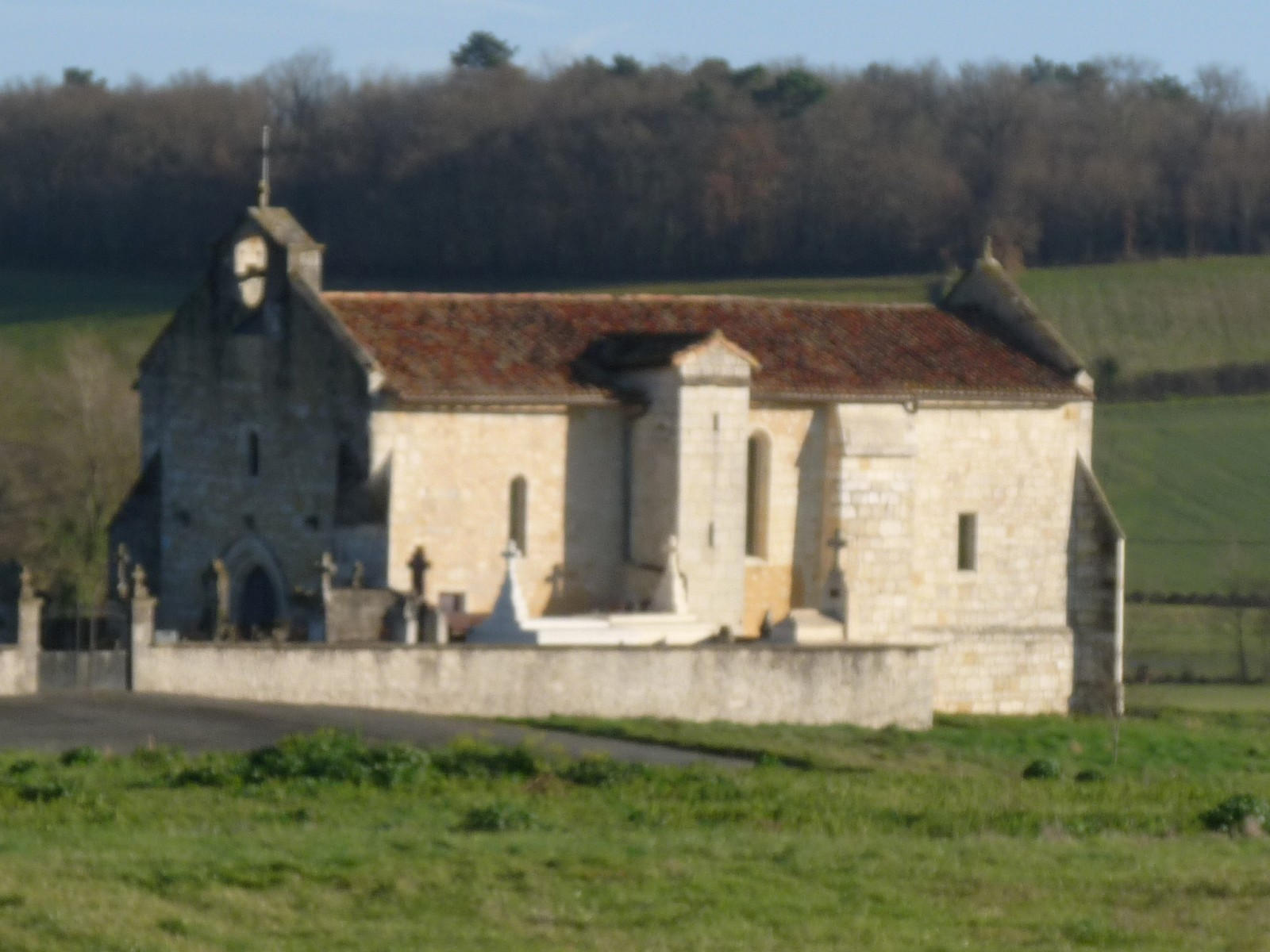
Kirche Saint-Étienne
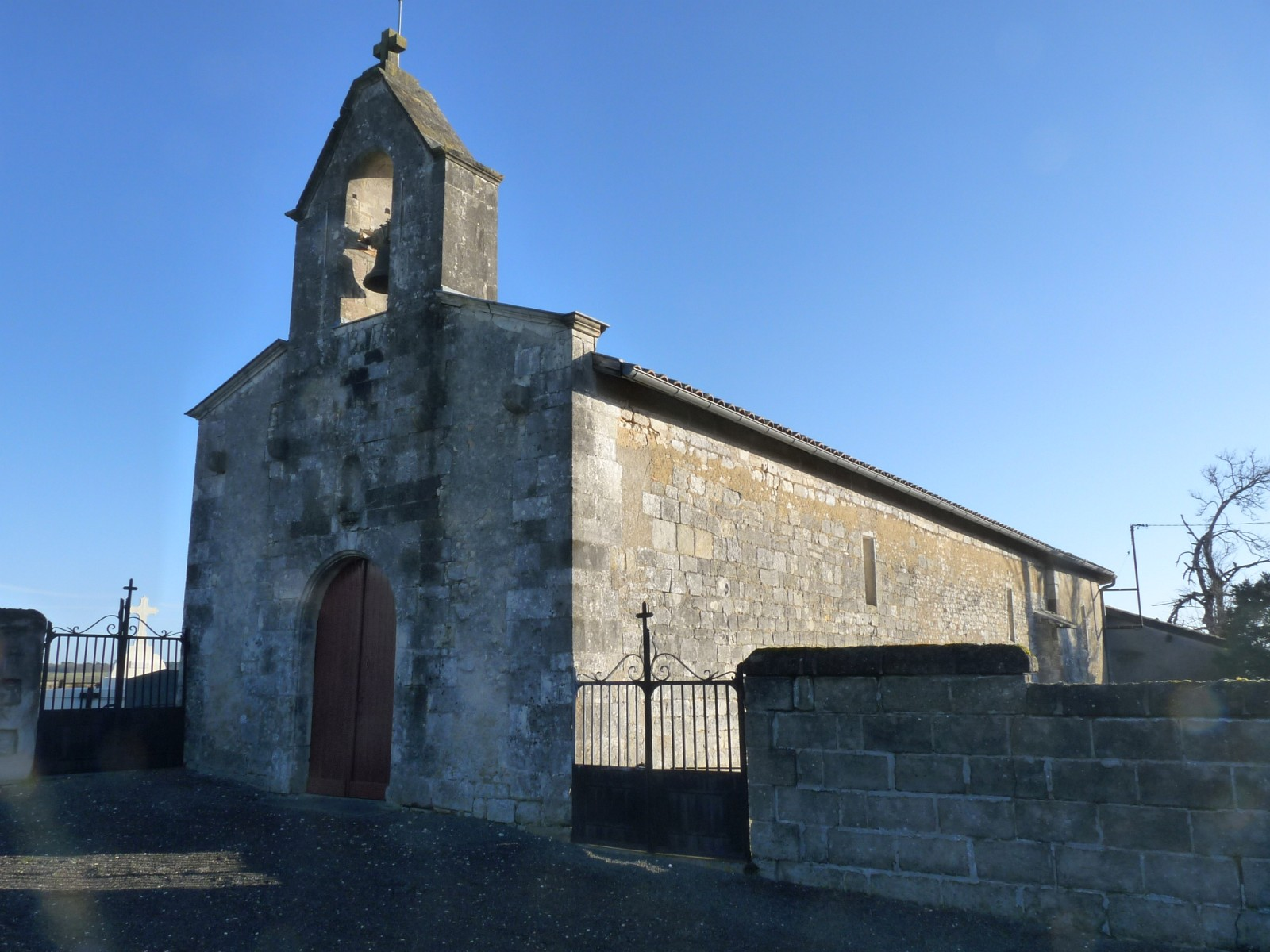
Kirche Saint-Saturnin